# Scott Adsit

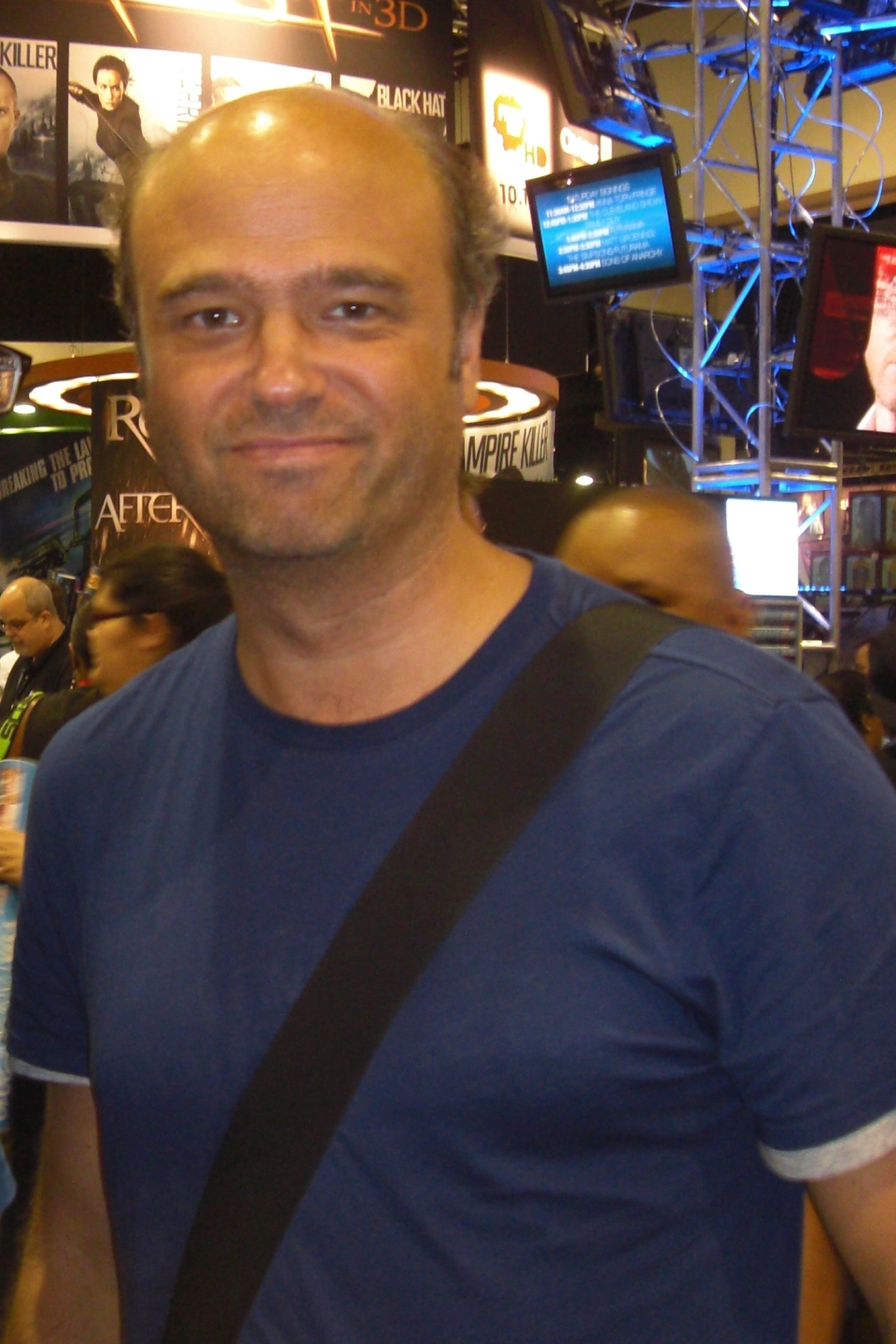
Scott Adsit, 2010

Robert Scott Adsit (* 26. November 1965 in Northbrook, Illinois) ist ein US-amerikanischer Schauspieler und Synchronsprecher.

## Leben
Adsit besuchte nach der Highschool für ein Semester die DePauw University in Indiana, bevor er an das Columbia College in Chicago wechselte. Dort trat er 1987 der Theatergruppe The Second City bei, wo er ab Mitte der 1990er Jahre unter anderem an der Seite von Tina Fey und Rachel Dratch für Hauptrollen besetzt wurde. Er trat in einer Reihe erfolgreicher Inszenierungen auf und wurde mit dem Joseph Jefferson Award ausgezeichnet. 1998 zog Adsit nach Los Angeles, wo er in der Folgezeit Gastauftritte in verschiedenen Fernsehserien und kleine Filmrollen hatte.
Zwischen 2005 und 2008 sprach er in der Adult-Swim-Zeichentrickserie Moral Orel mehrere Figuren, darunter Orels Vater Clay Puppington. Hierfür wurde er für den Annie Award nominiert. 2006 erhielt er eine der Hauptrollen in der Sitcom 30 Rock. Bis 2013 spielte er in 138 Episoden die Rolle des Pete Hornberger. Das Ensemble wurde insgesamt sieben Mal für den Screen Actors Guild Award nominiert und erhielt ihn 2008. 2014 sprach Adsit den Roboter Baymax im Disney-Trickfilm Baymax – Riesiges Robowabohu.

## Filmografie (Auswahl)

### Film
- 2001: Stadt, Land, Kuss (Town & Country)
- 2003: The Italian Job – Jagd auf Millionen (The Italian Job)
- 2004: Terminal (The Terminal)
- 2004: Trouble ohne Paddel (Without a Paddle)
- 2005: Be Cool – Jeder ist auf der Suche nach dem nächsten großen Hit (Be Cool)
- 2005: Fußballfieber – Elfmeter für Daddy (Kicking & Screaming)
- 2006: S.H.I.T. – Die Highschool GmbH (Accepted)
- 2006: Es lebe Hollywood (For Your Consideration)
- 2007: Mr. Woodcock
- 2009: Der Informant! (The Informant!)
- 2013: Wir sind die Millers (We’re the Millers)
- 2014: Baymax – Riesiges Robowabohu (Big Hero 6)
- 2014: St. Vincent
- 2020: Cicada

### Fernsehen
- 1996: Allein gegen die Zukunft (Early Edition)
- 2001: Dharma & Greg
- 2001–2005: Malcolm mittendrin (Malcolm in the Middle, 2 Episoden)
- 2002: Ally McBeal
- 2003: Alias – Die Agentin (Alias)
- 2003: CSI: Miami
- 2004: Charmed – Zauberhafte Hexen (Charmed)
- 2004, 2006: Monk
- 2005–2008: Robot Chicken
- 2005–2008: Moral Orel
- 2006–2013: 30 Rock
- 2008: Law & Order: Special Victims Unit
- 2009: Life on Mars
- 2015–2019: Veep – Die Vizepräsidentin (Veep)
- 2016–2017: Unbreakable Kimmy Schmidt
- seit 2017: Big Hero 6: The Series (Stimme von Baymax)

### Videospiele
- 2015: Disney Infinity 3.0 (Disney Infinity 3.0, Stimme von Baymax)